# Jachroma
Jachroma (russisch Я́хрома) ist eine Stadt mit 13.214 Einwohnern (Stand 14. Oktober 2010) in der nördlichen Oblast Moskau, Russland. Sie liegt am Moskaukanal (ursprünglich Moskwa-Wolga-Kanal genannt), 55 km nördlich von Moskau und 8 km südlich vom Rajon-Zentrum Dmitrow entfernt.

## Geschichte
Die Stadt, deren Name vom gleichnamigen Fluss übernommen wurde und einen finno-ugrischen Ursprung hat, entstand 1841 als Arbeitersiedlung einer Tuchmanufaktur. Ursprünglich hieß sie nach der Fabrik Pokrowskaja Manufaktura. 1901 erhielt der Ort mit dem Bau der Strecke Moskau–Kimry einen Eisenbahnanschluss und einen Bahnhof, der nach dem Fluss Jachroma benannt wurde. Später übernahm die Siedlung diesen Namen. 1940 erhielt sie den Status einer Stadt. In der Schlacht um Moskau während des Zweiten Weltkrieges war Jachroma umkämpft und von der Nacht auf den 28. November bis zum 7. Dezember 1941 unter deutscher Besatzung. Unweit der Stadt, beim Dorf Peremilowo, gelang es den deutschen Truppen, einen Brückenkopf auf der östlichen Seite des Moskwa-Wolga-Kanals zu erobern kurzzeitig (vom 28. bis 29. November 1941) zu halten.

### Bevölkerungsentwicklung
| Jahr | Einwohner |
| ---- | --------- |
| 1926 | 8.300     |
| 1939 | 14.896    |
| 1959 | 16.263    |
| 1970 | 17.210    |
| 1979 | 16.714    |
| 1989 | 17.499    |
| 2002 | 13.361    |
| 2010 | 13.214    |

Anmerkung: Volkszählungsdaten (1926 gerundet)

## Wirtschaft und Infrastruktur

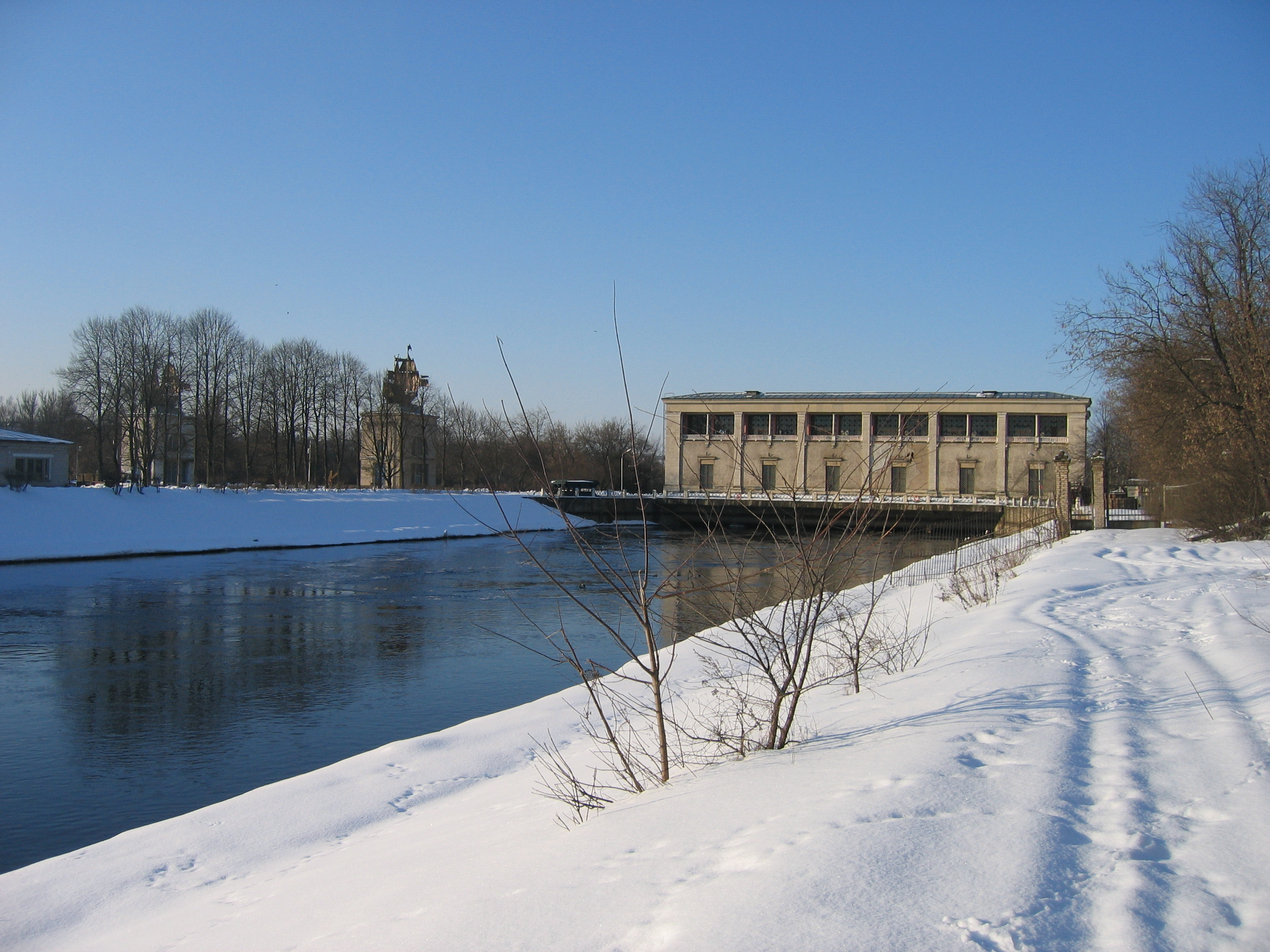
Moskau-Wolga-Kanal mit Schleuse in Jachroma

Die wichtigsten Industriebetriebe Jachromas sind die aus der alten Tuchmanufaktur hervorgegangene Textilfabrik sowie ein Omnibus-Reparaturwerk. Einen wichtigen Wirtschaftsfaktor stellt der Tourismus dar, da Jachroma als einer der größten Wintersportorte im Moskauer Großraum gilt. Überregional bekannt ist beispielsweise der 1997 erbaute Sportpark Volen mit Skipisten, Sesselliften und Hotels.
Jachroma hat einen Regionalbahnhof an der Strecke Moskau–Kimry, von dem aus Verbindungen unter anderem zum Sawjolowoer Bahnhof in Moskau bestehen.

## Sehenswürdigkeiten
- Dreifaltigkeitskirche (1892–1895) mit Glockenturm (1908)
- Himmelfahrtskirche (1792)
- Kriegsmahnmal (1966)
- Schleuse am Moskau-Wolga-Kanal

## Persönlichkeiten
- Alexander Schirow (1958–1983), Skirennläufer, starb in/bei Jachroma